# Wądołek (województwo warmińsko-mazurskie)
Wądołek (niem. Wondollek, 1938–1945 Wondollen) – osada leśna w Polsce położona w województwie warmińsko-mazurskim, w powiecie piskim, w gminie Pisz. W latach 1975–1998 miejscowość administracyjnie należała do województwa suwalskiego.
Osada leśna założona w Puszczy Jańsborskiej (Puszcza Piska). W latach 1800–1878 funkcjonowała tu największa w Prusach Wschodnich huta żelaza. Odlano w niej m.in. dzwony do kościoła w Jeżach.
Na północ od osady znajdowały się na początku XX w. rozległe bagna Barłóg (Barloch Bruch).